# Parco nazionale del Prince Regent
Il parco nazionale del Prince Regent (in inglese Prince Regent National Park), precedentemente riserva naturale del Prince Regent (in inglese Prince Regent Nature Reserve), è un'area protetta dell'Australia Occidentale. Dal 1978 l'area fa parte della rete mondiale di riserve della biosfera dell'UNESCO.

## Territorio
Il parco nazionale copre un'area totale di 5.764 km² ed è stato creato nel 1964 per proteggere il bacino idrografico del fiume Prince Regent. Il nord del parco confina con la parte meridionale del parco nazionale del fiume Mitchell, creando un'area protetta di oltre 7.500 km². Il paesaggio della riserva spazia dalla foresta pluviale alle pianure di arenaria. L'area contiene gole, cascate, scogliere e catene montuose.
La baia del Carenaggio, sull'isola dell'Incoronazione, il sito di "The Mermaid Tree" (dal nome della HMS Mermaid, l'imbarcazione dell'esploratore Phillip Parker King) si trova all'interno del parco. Un albero di baobab australiano è stato inciso con il nome del cutter dal falegname della nave quando il bastimento è stato deliberatamente abbattuto in carena (arenato) per intraprendere le riparazioni.

### Proprietari locali
I proprietari tradizionali dell'area intorno al fiume sono i popoli Worrorra, anche se il parco si trova principalmente nella terra dei Wunambal.
Come parte della stessa rivendicazione di titolo nativo presentata nel 1998 da Wanjina Wunggurr (Registered Native Title Body Corporate) nota come rivendicazione di Dambimangari, che includeva zone reclamate per i tre popoli del blocco culturale Wanjina Wunggurr, ovvero i Dambimangari (Worrorra), i Uunguu (Wunambal) e i Wilinggin (Ngarinyin), le parti Uunguu delle rivendicazioni sono state determinate il 23 maggio 2011. Ciò ha dato titolo nativo al popolo Wunambal su un'area di 25.909 km², che si estende lungo le acque costiere dalla penisola di Anjo a nord, comprese le acque del golfo dell'Ammiragliato e della baia di York, fino all'isola dell'Incoronazione. Nell'entroterra, comprende parti del parco nazionale del fiume Mitchell e del parco nazionale del Prince Regent.

## Fauna
Più della metà delle specie di uccelli e mammiferi presenti nella regione del Kimberley si trovano all'interno del parco nazionale. L'area protetta ospita il monjon, il più piccolo dei wallaby delle rocce, e il bandicoot dorato, considerato una specie vulnerabile. L'Important Bird Area del Prince Regent e del fiume Mitchell, che si sovrappone a parte del parco nazionale, è un'area identificata come Important Bird Area da BirdLife International, un'organizzazione non governativa internazionale, a causa della sua importanza per una serie di specie di uccelli, soprattutto quelli limitati agli habitat delle savane tropicali.

## Accessi
La zona rimane uno dei territori naturali incontaminati wilderness più remoti dell'Australia, senza strade e forti correnti di marea e vortici che limitano l'accesso al mare. L'accesso all'area avviene principalmente in aereo o in barca ed è rimasta praticamente invariata dall'insediamento europeo dell'Australia Occidentale. Per entrare nel parco nazionale è necessario un permesso che può essere ottenuto dal Parks and Wildlife Service.